# Pieve di Santa Maria Maddalena (Invillino)
Le origini della pieve di Santa Maria Maddalena vanno ricercate nell'insediamento tardo-antico del Colle Santino. Le indagini archeologiche hanno infatti evidenziato la presenza di quattro edifici precedenti a quello attuale, collegati al castrum prima e al castello poi. Il primo risalirebbe al VII secolo e sarebbe stato dedicato a S. Giovanni Battista.

## Descrizione
Il ritrovamento del frammento di una lapide battesimale ci permette di dire che già a quel tempo la chiesa presentava questa importante funzione e di conoscere i nomi di due tra i suoi primi gestori: il presbiter Ianuarius e il famolo Tevortoalio. All'XI secolo d.C., momento della divisione della Carnia in plebanie e delle prime citazioni documentarie, Santa Maria Maddalena contava tra le sue dipendenze le comunità di Verzegnis, Lovasio, Villa, Lauco, Alegnidis, Vinaio, Avaglio, Trava ed Esemon di Sopra.
La chiesa attuale nell'impianto romanico a tre navate risalirebbe alla seconda metà del XV secolo (1431) e sarebbe opera del mastro Stefano del fu Simone di Mena, carpentiere di Venzone. Nello specifico l'edificio sarebbe stato realizzato utilizzando le pietre provenienti dal castello di Invillino, fatto smantellare dal Patriarca Nicolo di Lussemburgo nel 1352 per punire uno dei nobili friulani che aveva congiurato contro di lui. A lungo incompleto, l'edificio subì diversi rimaneggiamenti. Tali interventi si rivelano già nella facciata in pietra a vista, su cui si leggono chiaramente almeno due diversi momenti costruttivi.
Danneggiato gravemente da un sisma nel ‘700 e poi di nuovo nel '76, è stato restaurato negli anni '90 cercando di ripristinarne l'aspetto più antico.
La facciata romanica, con la sua superficie continua costituita da pietre squadrate, dà all'edificio un aspetto al tempo stesso semplice e maestoso, esaltando il portale centrale dalle linee neoclassiche. In alto si possono ancora notare le tracce di una bifora ormai tamponata, memoria forse di un antico campanile interno. La linea austera prosegue all'interno, dove il bianco delle pareti intonacate viene interrotto solo da alcuni elementi in pietra a vista, come le solide colonne in conglomerato locale, intervallati ad alcuni stucchi neoclassici e pilastri ionici. All'interno delle navate laterali, suddivise da quattro arcate, spiccano così gli altari impreziositi da policromie e dorature. Dei due delle navate laterali, quello di destra reca la pala di “San Giovanni Battista ed il Redentore“ del 1570 di Giovanni Antonio Agostini.
Al centro del coro spicca l'elemento di maggior pregio artistico, il polittico ligneo di Domenico da Tolmezzo, il maggiore intagliatore friulano del Quattrocento. Quello collocato nella pieve è una copia dell'originale del 1448 conservato attualmente nel Museo Diocesano d’Arte Sacra di Udine. Il polittico, che rappresenta simbolicamente il prestigio della chiesa plebanile, è costituito da una finta struttura architettonica su due livelli: nel livello inferiore, all'interno di nicchie dorate, stanno, a figura intera, al centro la Santa titolare della pieve contornata da quelli delle chiese tributarie, tra cui alla estrema destra S. Lorenzo. Nel livello superiore si trova a mezzo busto in posizione centrale la Madonna con il bambino fiancheggiata da quattro Sante. Il tutto è coronato da una cornice in cui svetta un Creatore trionfante sul mondo.

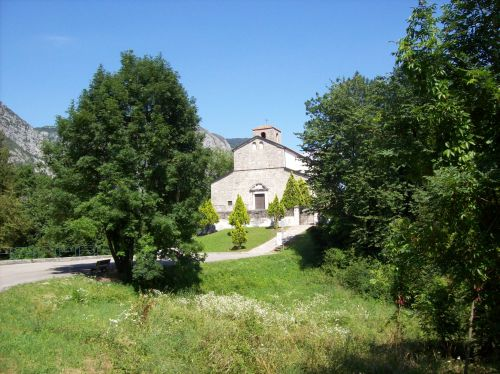
La Pieve
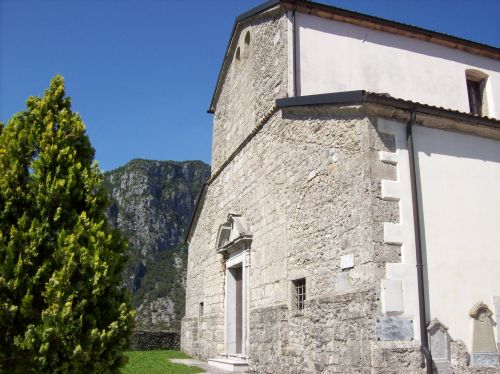
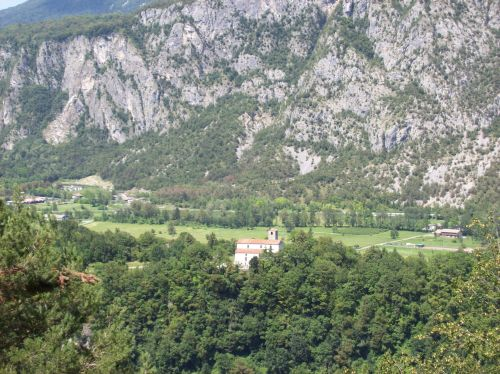